# ベナン軍
ベナン軍（ベナンぐん、英語：Benin Armed Forces）は、ベナン共和国の国軍。適齢総人員は、男性1402566人、女性1445082人（2002年）。

## データ
- 徴兵対象年齢 - 18歳
- 兵役期間 - 18歳から49歳まで
- 実務総数 - 男性1402566人 女性:1445082人
- 軍事費 - 27000000$
- GDP - 1.2%

## 所属機関
- ベナン陸軍
- ベナン海軍
- ベナン空軍
- ベナン国家警察隊